# Russell Mulcahy
Russell Mulcahy (Melbourne, 23 giugno 1953) è un regista australiano, tra i più celebri registi di video musicali.
Ha iniziato la sua carriera dirigendo video musicali per artisti come Elton John e i Duran Duran prima di fare il suo debutto alla regia cinematografica con l'horror Razorback (1984). Ha raggiunto notorietà internazionale dirigendo  Highlander (1986) che ha generato un franchise multimediale. I suoi lavori successivi includono Highlander II - Il ritorno (1991),  L’uomo ombra (1994) e l'horror  Resident Evil: Estinzione (2007).

## Filmografia parziale

### Cinema
- Razorback - Oltre l'urlo del demonio (Razorback, 1984)
- Highlander - L'ultimo immortale (Highlander, 1986)
- Highlander II - Il ritorno (Highlander II: The Quickening, 1991)
- Verdetto finale (Ricochet, 1991)
- Ghiaccio blu (Blue Ice, 1992)
- Una bionda tutta d'oro (The Real McCoy, 1993)
- L'Uomo Ombra (The Shadow, 1994)
- Silent Trigger (1996)
- Talos - L'ombra del faraone (Tale of the Mummy, 1998)
- Resurrection (1999)
- Una bracciata per la vittoria (Swimming Upstream, 2003)
- Resident Evil: Extinction (2007)
- Il Re Scorpione 2 - Il destino di un guerriero (The Scorpion King 2: Rise of a Warrior, 2008)
- Crash and Burn - Dannatamente veloci (Crash and Burn, 2008)
- Le avventure di Errol Flynn (In Like Flynn) (2018)
- Teen Wolf - Il film (Teen Wolf: The Movie) (2023)

### Televisione
- I racconti della cripta (1991-1996) - Serie TV, 4 episodi
- Perversions of Science (1997) - Serie TV, 2 episodi
- The Hunger (1997-2000) - Serie TV, 6 episodi
- L'ultima spiaggia (On the Beach, 2000) - Film TV
- Queer as folk (2000-2001) - Serie TV, 5 episodi
- Il battaglione perduto (The Lost Battalion, 2001) - Film TV
- Jeremiah (2002) - Serie TV, 1 episodio
- Young Lions (2002) - Serie TV, 2 episodi
- Caccia al killer (1st to Die, 2003) - Film TV
- Skin (2003-2004) - Miniserie TV, 6 episodi
- Una vita al limite (3: The Dale Earnhardt Story, 2004) - Film TV
- L'isola misteriosa (Mysterious Island, 2005) - Film TV
- La maledizione di Tutankhamon (The Curse of King Tut's Tomb, 2006) - Film TV
- Il passato di una sconosciuta (While the Children Sleep, 2007) - Film TV
- Prayers for Bobby (2009) - Film TV
- Teen Wolf  (2011-2017) - Serie TV, 39 episodi
- Eye Candy (2015) - Serie TV, 2 episodi
- The Lizzie Borden Chronicles (2015) - Miniserie TV, 2 episodi
- Tredici (Thirteen Reasons Why, 2020) – Serie TV, episodi 4x01-4x02

### Videoclip
Ha diretto video storici come Vienna degli Ultravox, Rio dei Duran Duran e Video Killed the Radio Star dei Buggles, primo video ad essere trasmesso da MTV USA nel 1981. 
Tra i videoclip diretti anche:
- 1979: XTC - Making Plans For Nigel
- 1980
  - Chaz Jankel - Ai no corrida
  - The Stranglers - Bear Cage
  - The Vapors - Turning Japanese
- 1981: Rod Stewart - Young Turks
  - Kim Carnes - Bette Davis Eyes
  - Duran Duran - Planet Earth, My Own Way
- 1982
  - Billy Joel - Pressure
  - Duran Duran - Rio, Lonely in Your Nightmare, Hungry like the Wolf, Save a Prayer, Night Boat
  - Supertramp - It's Raining Again
- 1983: Bonnie Tyler - Total Eclipse Of The Heart
  - Duran Duran - Is There Something I Should Know?, The Reflex
- 1984: Duran Duran - The Wild Boys
- 1985: Elton John - Wrap Her Up
- 1986:
  - Queen - A Kind of Magic
  - Queen - Princes of the Universe
- 1988
  - Elton John - I Don't Wanna Go On With You Like That
  - Rod Stewart - My Heart Can't Tell You No

## Riconoscimenti
- Nomination MTV Video Music Awards 1985: miglior regia (Duran Duran "The Wild Boys")